# Drylowanie

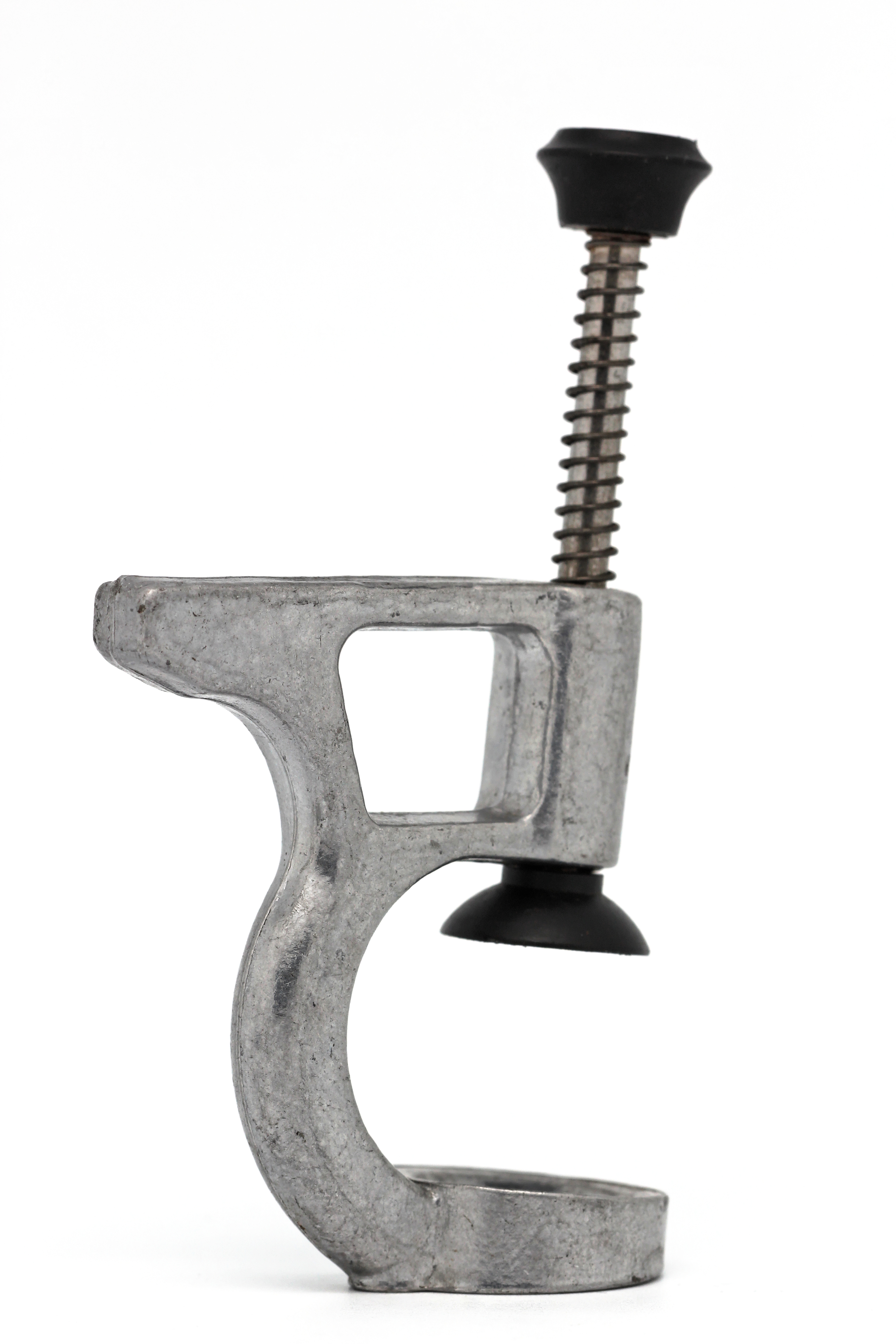
Drylownica

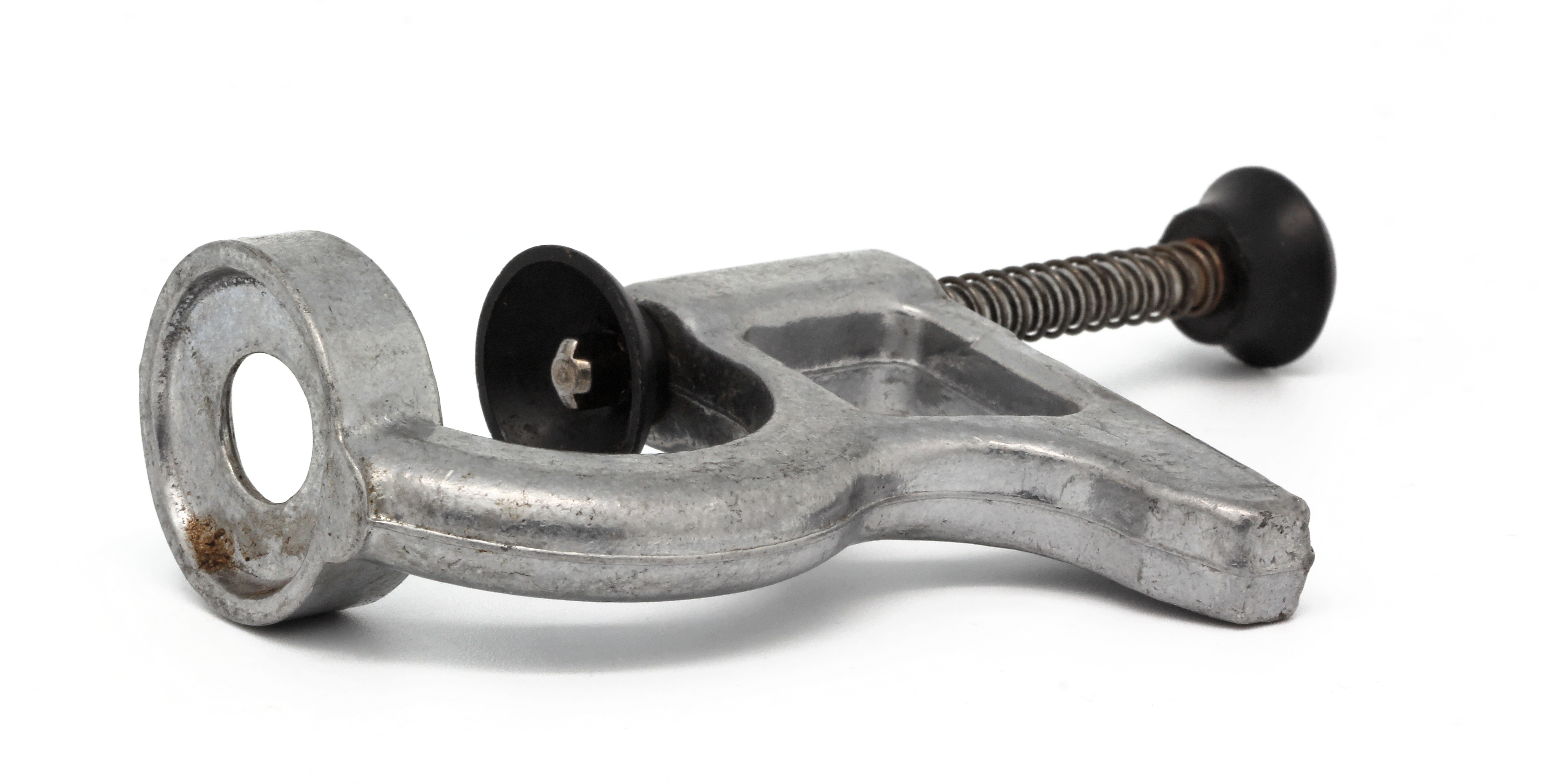
Drylownica

Drylowanie, czasem drelowanie (z niem. drillen = świdrować) – proces usuwania pestek z owoców.
Urządzenia do usuwania pestek z owoców zarówno w przemyśle przetwórczym, jak i w gospodarstwach domowych nazywają się drylownicami.
Ręczne drylowanie wykonywane bywa przy pomocy różnych drobnych przyrządów np. wygiętego drutu, spinek do włosów, "dziadka do drylowania" (przyrządu podobnego do dziadka do orzechów).
Po drylowaniu owoce między innymi zamraża się oraz używa do robienia przetworów. Niektóre przepisy zalecają drylowanie tylko części owoców, żeby przetwory miały posmak pestki. Przykładowo w jednym z klasycznych deserów kuchni francuskiej, w pochodzącym z regionu Limousin placku clafoutis, głównym składnikiem są niewydrylowane czereśnie.
Jednym z powodów, dla których owoce są drylowane, jest zawartość w pestkach cyjanowodoru (a czasem amigdaliny rozkładającej się w organizmie m.in. na cyjanowodór), który w dostatecznie dużych dawkach jest grożny dla zdrowia.

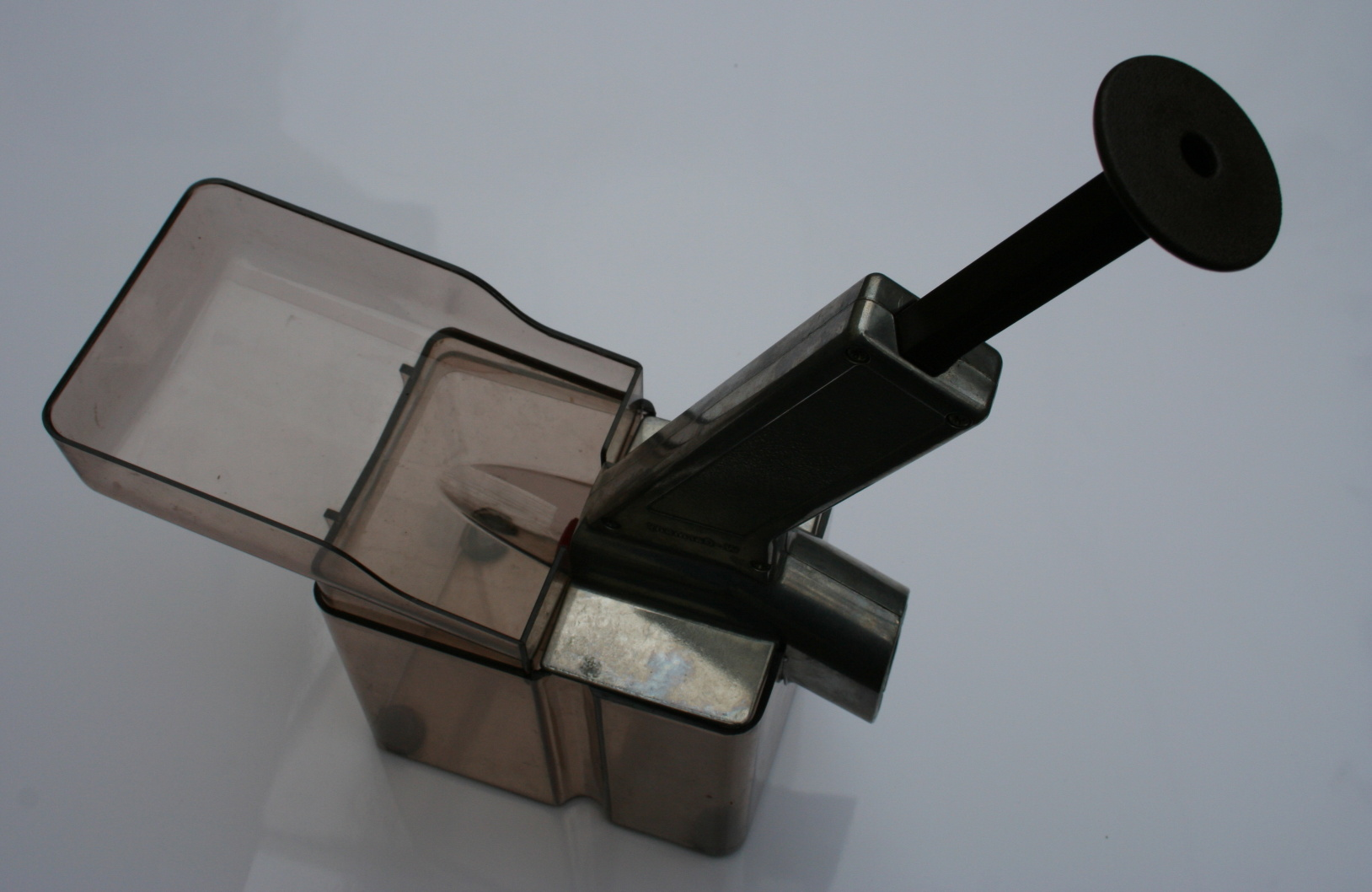
Drylownica stojąca (przykręcana do stołu), z pojemnikiem na pestki
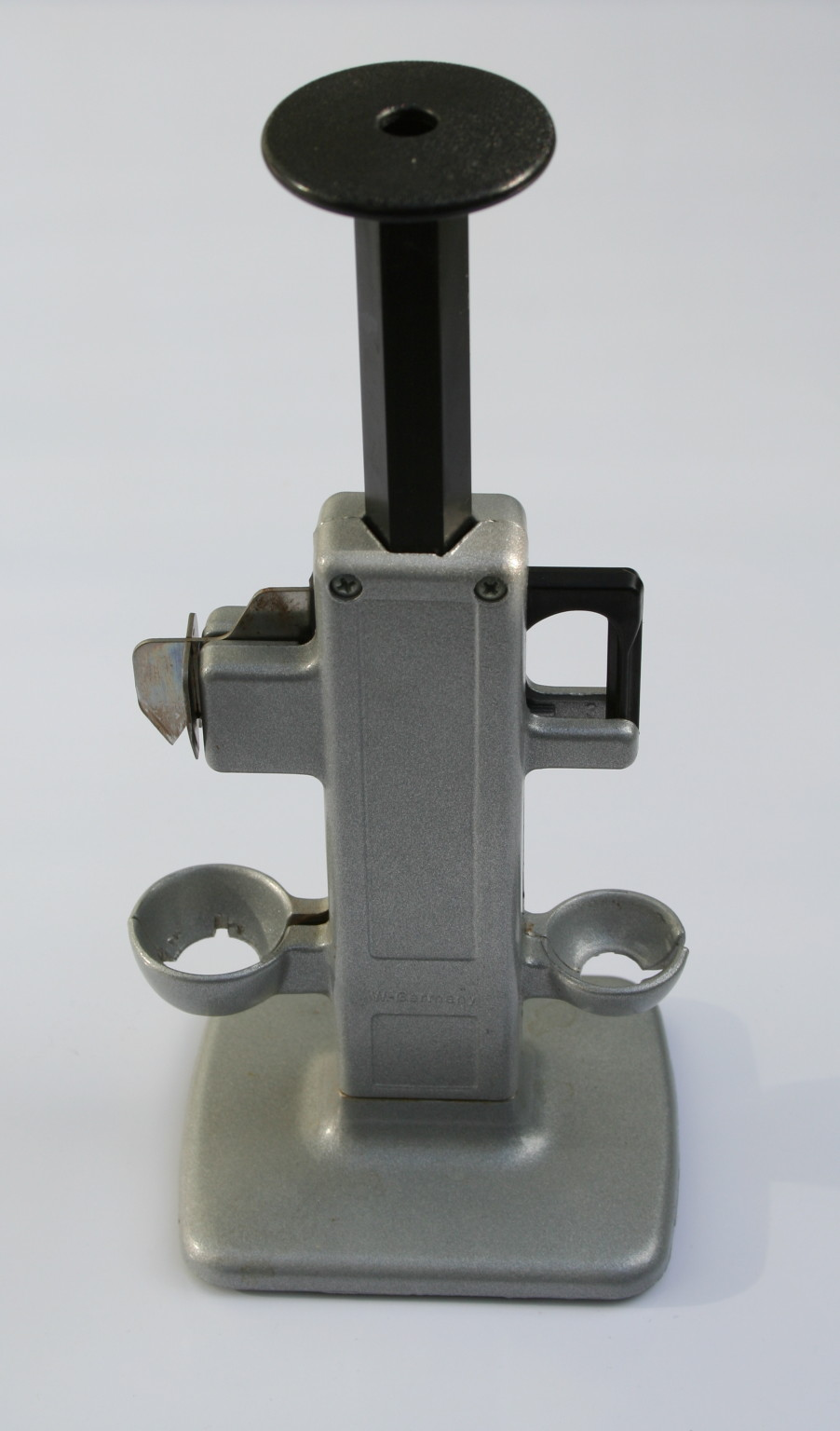
Drylownica stojąca, dwustronna
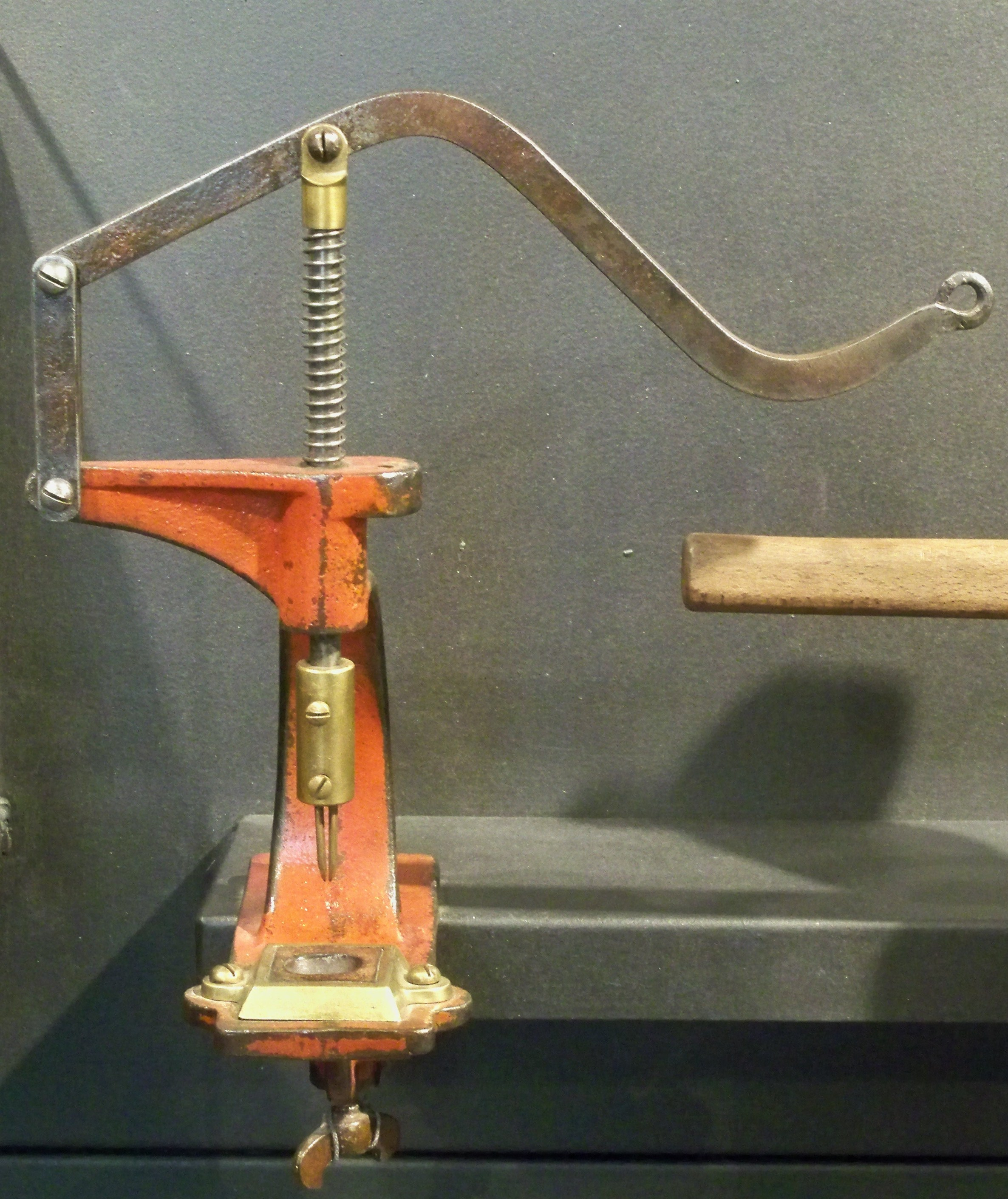
Drylownica stojąca (przykręcana do stołu)
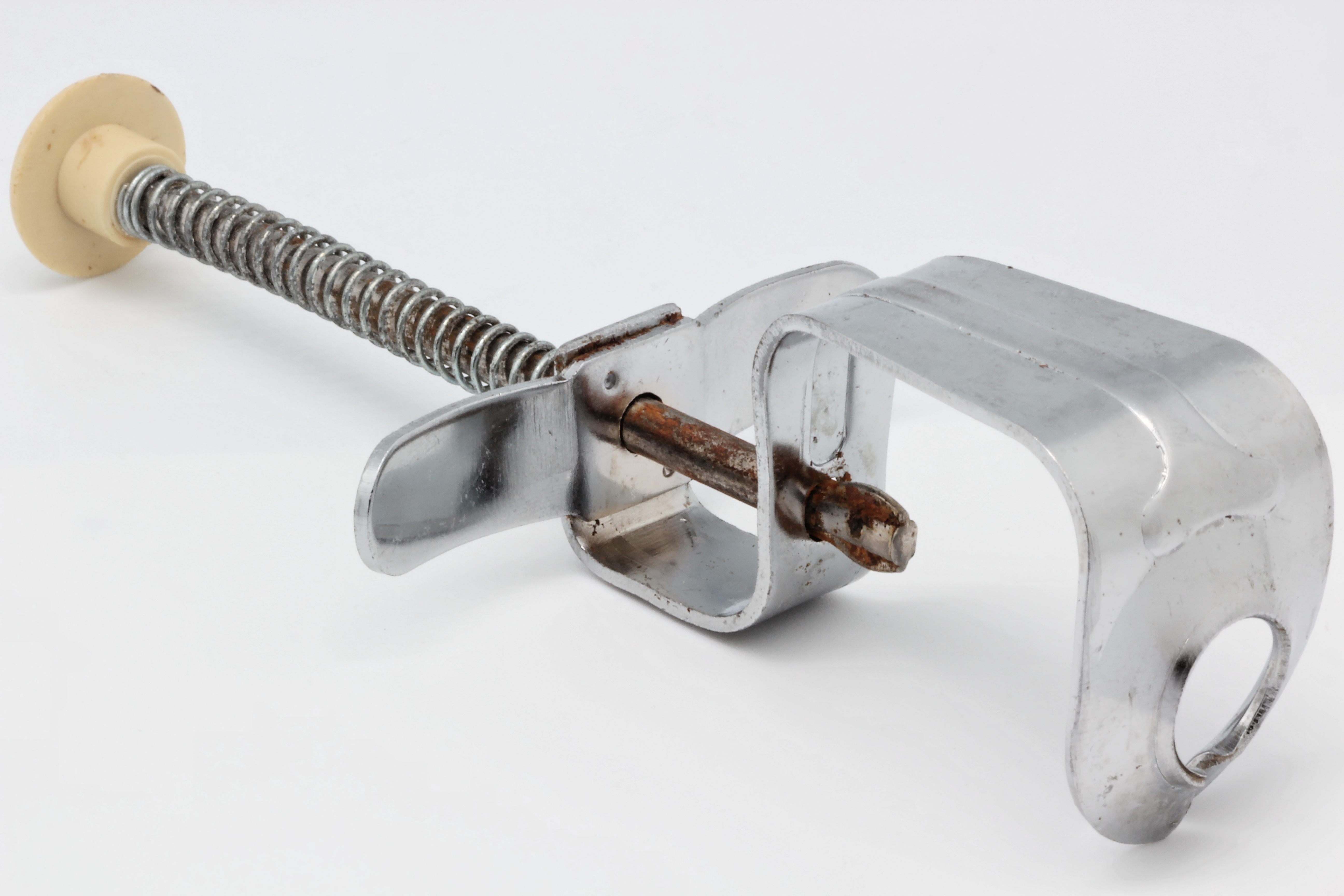
Drylownica
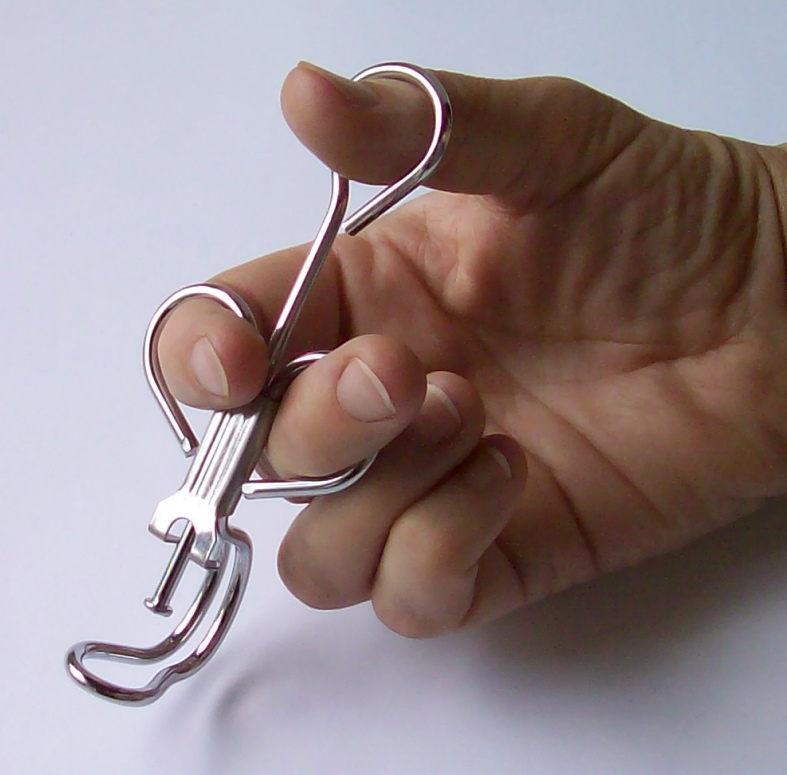
Drylownica
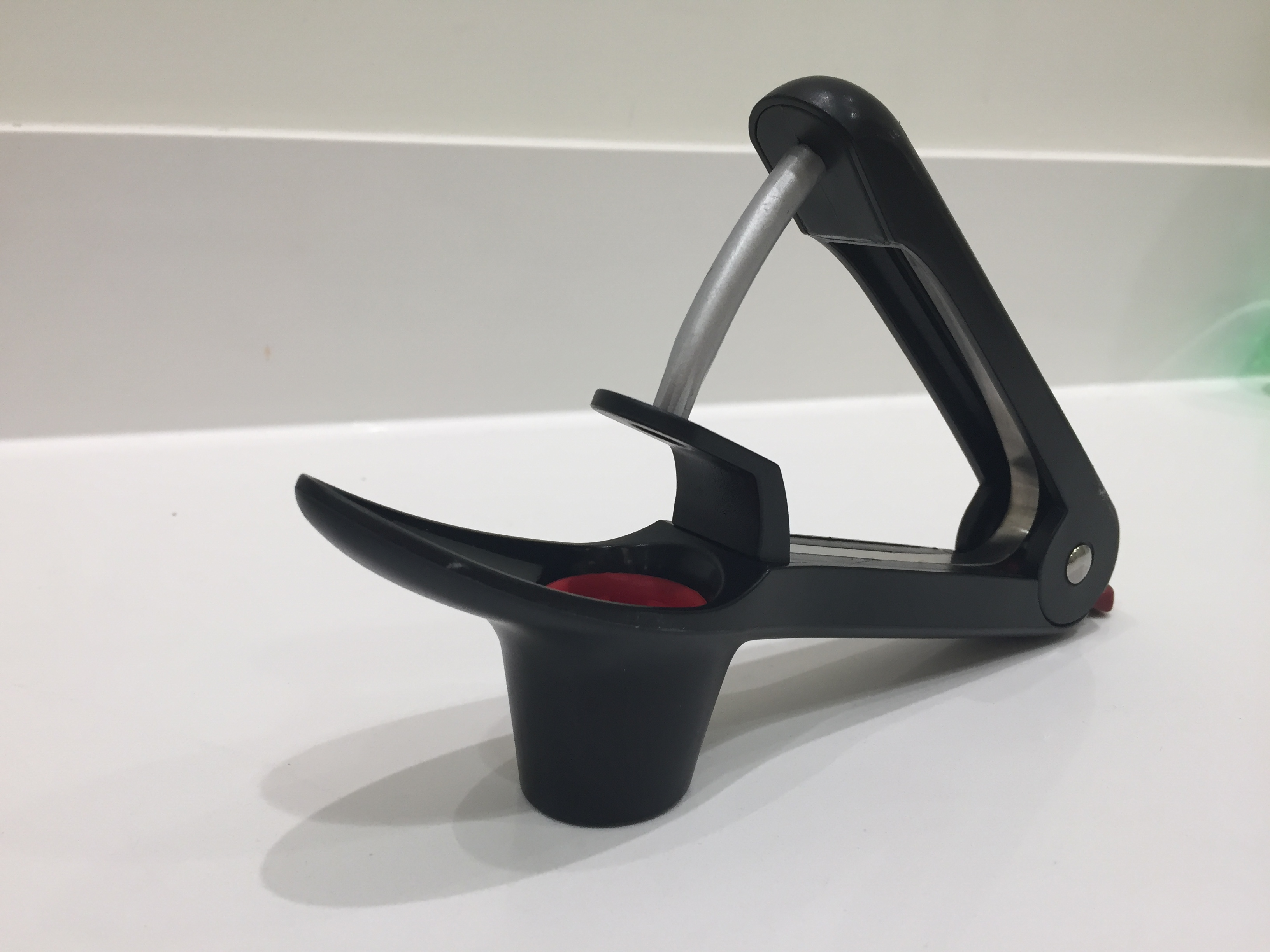
Drylownica
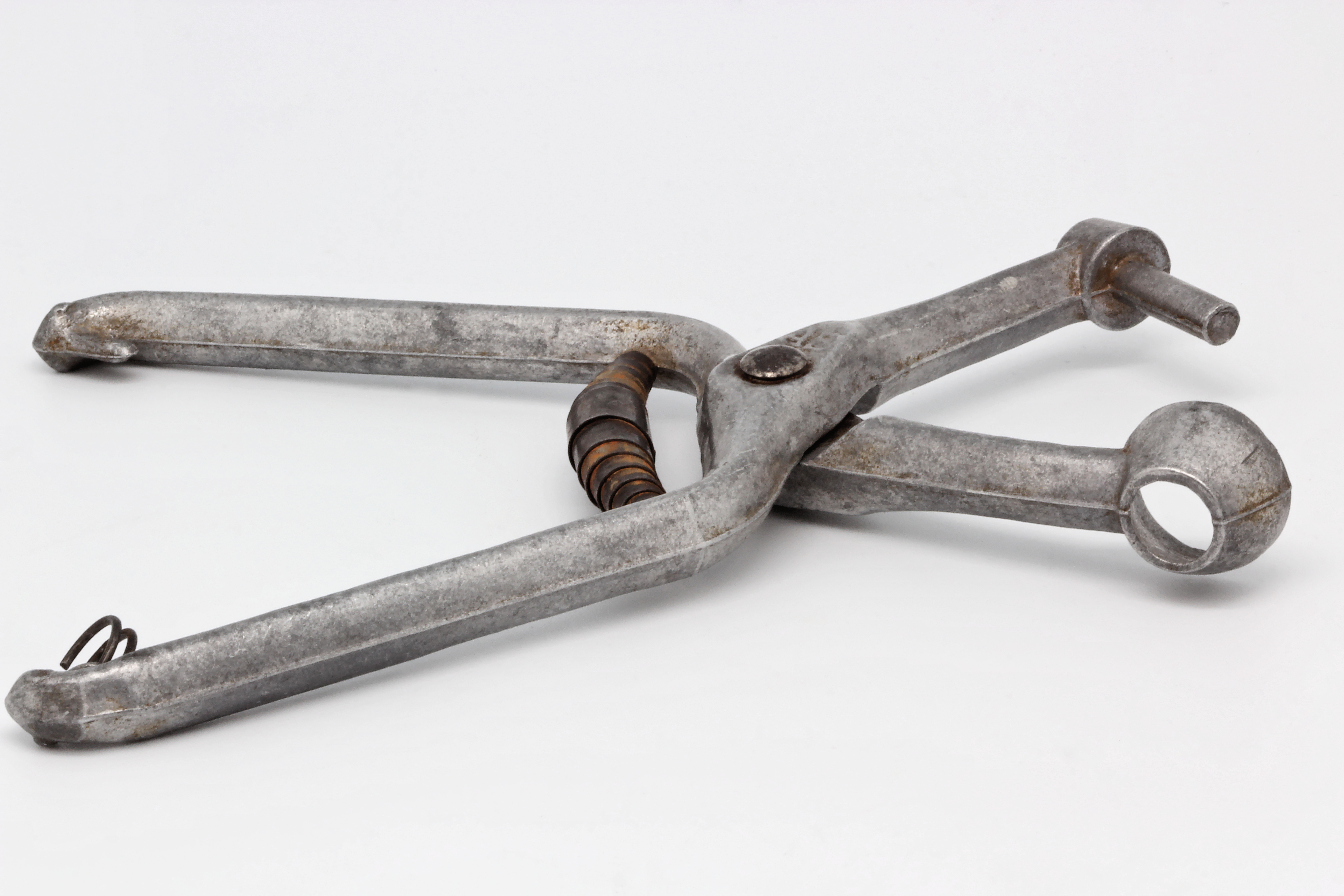
Drylownica
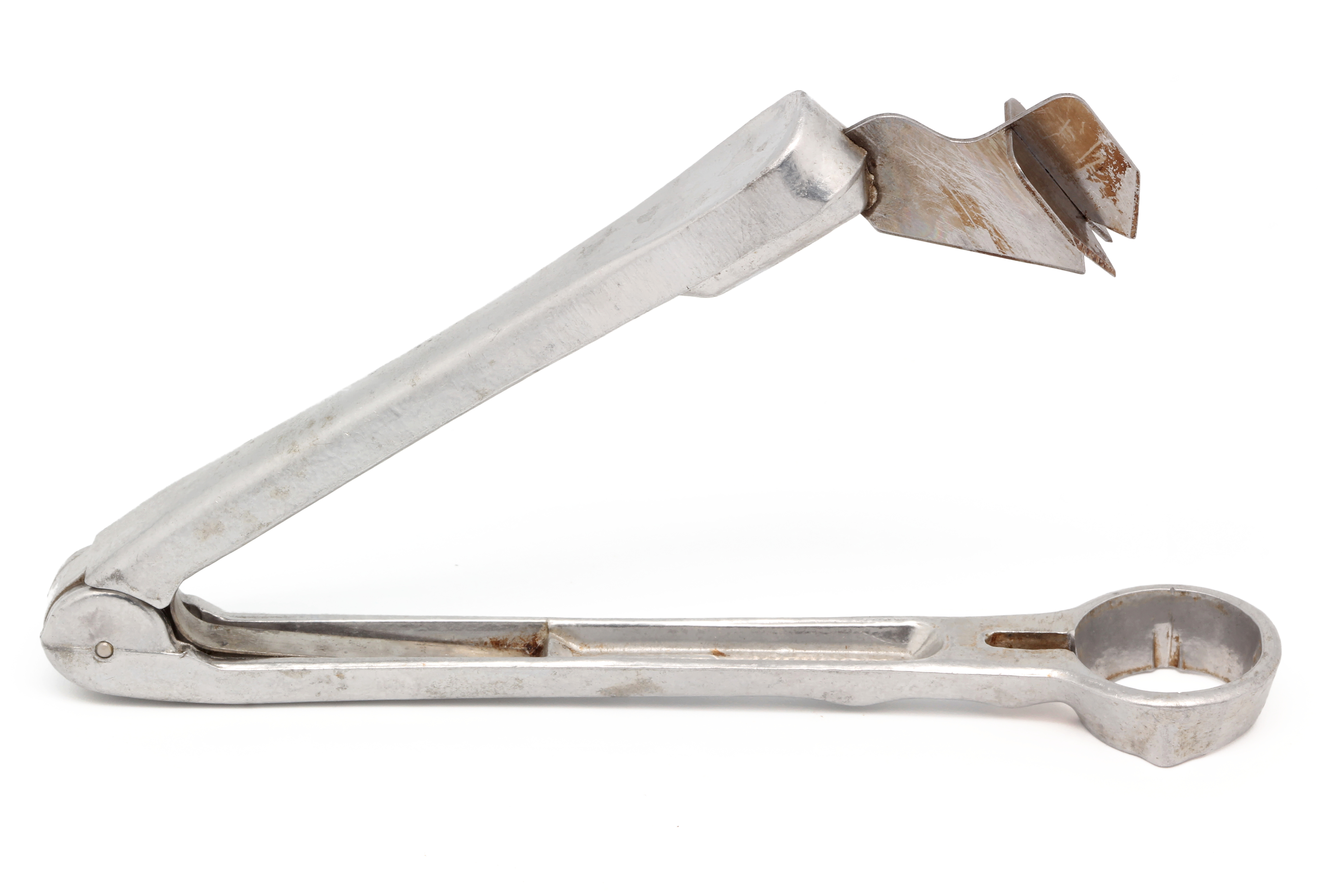
Drylownica
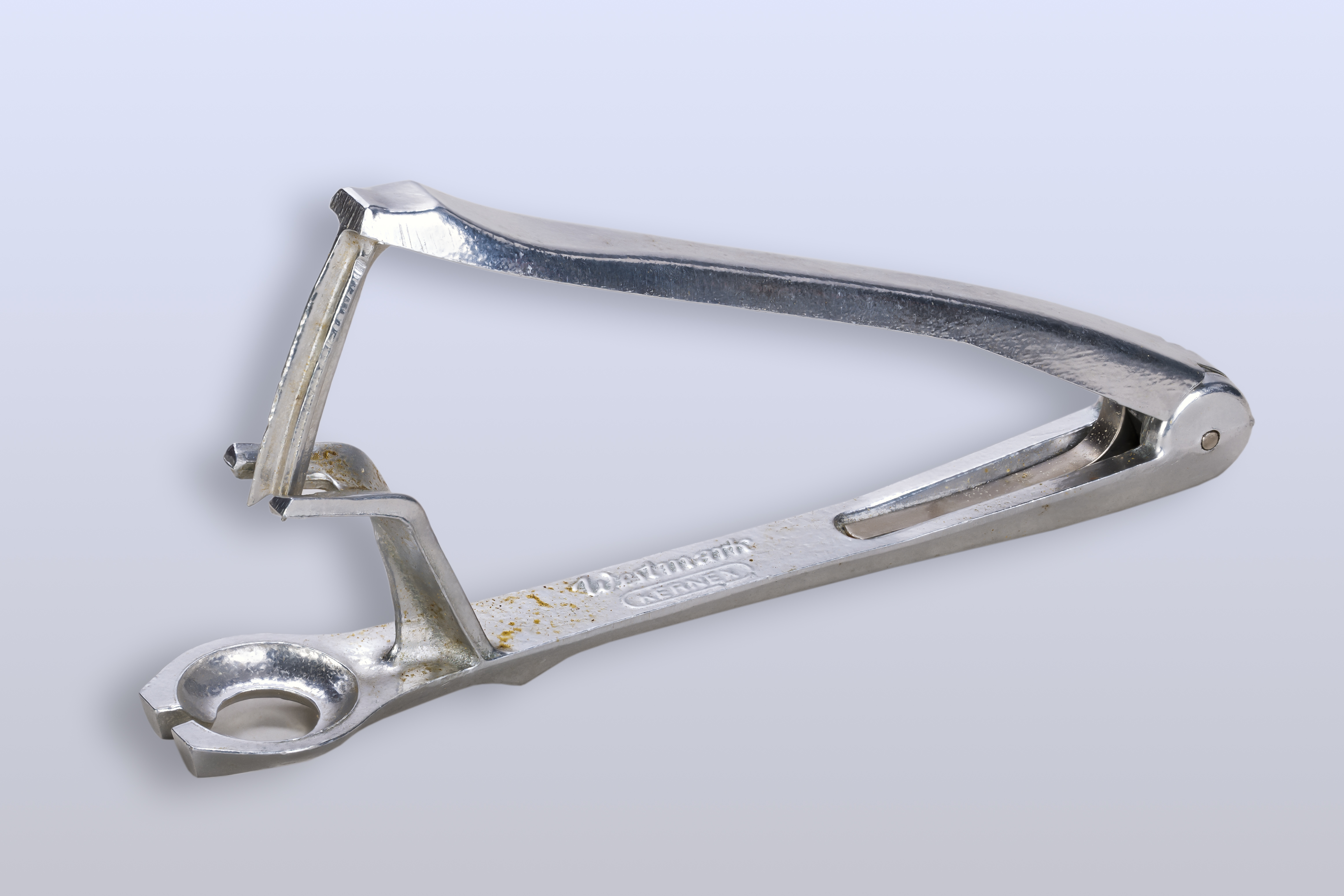
Drylownica
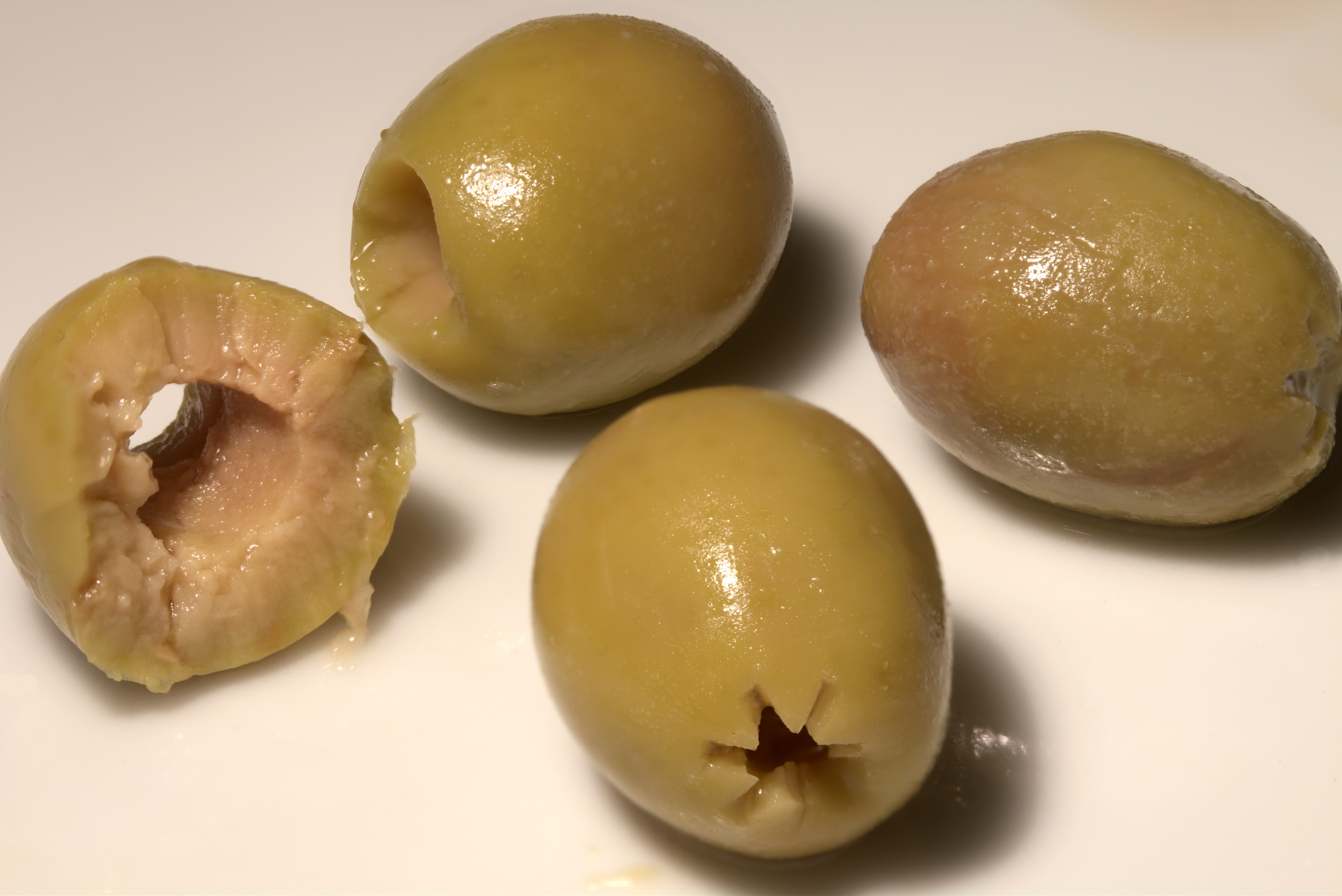
Drylowane oliwki